# Валча
Валча (словац. Valča) — село, громада округу Мартін, Жилінський край, регіон Турєц. Кадастрова площа громади — 32,23 км².
Населення 1752 осіб (станом на 31 грудня 2018 року).

## Історія
Валча згадується 1252 року.

## Географія
Протікають Валчанський потік і Слованський потік.

## Населення
| Рік:            | 1994. | 2004.   | 2014.   | 2024.    |
| --------------- | ----- | ------- | ------- | -------- |
| Кількість осіб: | 1409  | 1502    | 1630    | 1802     |
| Різниця:        |       | +6,60 % | +8,52 % | +10,55 % |

| Рік:            | 2023. | 2024.   |
| --------------- | ----- | ------- |
| Кількість осіб: | 1804  | 1802    |
| Різниця:        |       | -0,11 % |